# Henning Vieker
Henning Vieker (* 17. Dezember 1983) ist ein deutscher Politiker der CDU und seit der Kommunalwahl am 13. September 2020 Bürgermeister der Stadt Espelkamp in Nordrhein-Westfalen.

## Leben
Henning Vieker ist in dem Espelkamper Ortsteil Isenstedt auf dem Bauernhof seiner Eltern mit seinem jüngeren Bruder groß geworden. Sein Vater Heinrich Vieker (CDU) war vor ihm Bürgermeister der Stadt und übte dieses Amt von 1999 bis 2020 insgesamt 21 Jahre aus. Das Abitur hat Henning Vieker im Jahr 2003 am Söderblom-Gymnasium in Espelkamp abgelegt. Nach dem Wehrdienst hat er in Bielefeld Physik studiert und anschließend als wissenschaftlicher Mitarbeiter gearbeitet und promoviert. Von 2014 bis zu seiner Wahl zum Bürgermeister im Jahr 2020 arbeitete er für ein junges Unternehmen in Bielefeld das ultradünne Nanofilme entwickelt. Er ist verheiratet und Vater von zwei Kindern, mit seiner Familie wohnt er in der Kernstadt von Espelkamp.

## Politik
Henning Vieker war von 2004 bis 2010 Kreisvorsitzender der Jungen Union Minden-Lübbecke. 2009 wurde er erstmals in den örtlichen Kreistag gewählt und gehörte dem Gremium bis 2020 an. Zuletzt war er dort unter anderem Vorsitzender im Ausschuss für Strukturförderung, Mitglied im Ältestenrat und im Kreisausschuss. Er ist im Vorstand der CDU Ostwestfalen-Lippe und Vorsitzender der Kommunalpolitischen Vereinigung der CDU in Ostwestfalen-Lippe.